# 相原四郎
相原 四郎（あいばら しろう、1879年（明治12年）10月2日 - 1911年（明治44年）1月8日）は、日本の海軍軍人。
日本海軍の最初の搭乗員であり、また日本初の航空事故犠牲者とする見解もある。相原は仏海軍士官ル・プリウール、田中舘愛橘と協力して日本で最初のグライダー製作および飛行の成功に貢献し自らも搭乗した。この成功は日本における航空工学に則った機体飛行の最初の事例であった。最終階級は海軍大尉。

## 生涯
現在の愛媛県松山市に生まれる。農業を営む父相原久米兵衛、母信の間に生まれた第四子で長男であった。松山中学在学中に父を失った相原は、海軍予備校として知られた攻玉社に転じ、1898年（明治31年）海軍兵学校に入校した。海兵29期の同期生には米内光政などがいる。卒業席次は125名中89番であった。1903年（明治36年）1月、少尉任官。
海軍将校

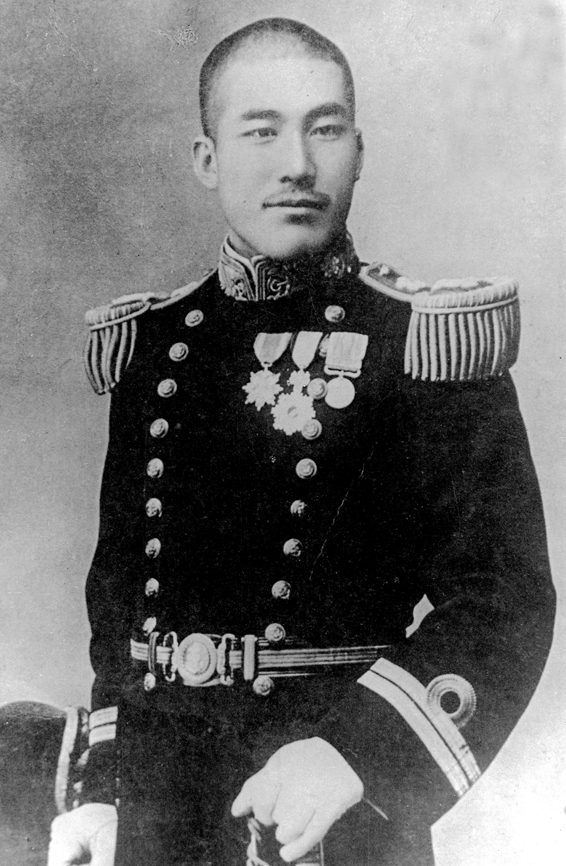
日本海軍潜水艦乗員として最初の殉職者の一人となった佐久間勉は、相原の同期生である。

翌年には日露戦争開戦を迎え、相原は第21艇隊「第64号水雷艇」乗組み中尉として、第三回旅順港閉塞作戦に出動し、日本海海戦時は「音羽｣乗組みであったとされる。ただし、『極秘 明治37.8年海戦史』では作戦計画に21艇隊は含まれておらず、第二軍の輸送艇隊の護衛に向かっている。また日本海海戦時の配員表では第20艇隊「第64号水雷艇」乗組みとなっている。
戦後の相原は水雷学校に入り、無線電信を専攻する。1909年（明治42年）9月には大尉に進級し、翌年同郷の岡本雪江と結婚した。第一艦隊司令部附として無線電信について研究を進め、陸上仮設無線電信所の有効性を説いた報告書が残っている。相原は研究をさらに進めるべく海軍大学校選科学生を志望していたが、航空術研究を目的とした選科学生を命じられる。相原が航空関係に進むことになった理由として、和田秀穂は相原の同期生であった村瀬貞次郎が、山本英輔に相原が気球搭乗経験を有することを伝えていたことを挙げている。山本は日本海軍において航空に着目した最初の人物であり、「空中飛行器に関する意見」を山屋他人に提出していたのである。山本は兵科から相原、機関科から内燃機関研究を目的に小濱方彦（機関学校11期首席）を選抜したのである。山屋、山本は軍令部で戦備を担当する二班の班長と班員で、山屋は陸軍と協同した航空研究を提案したが陸軍側は見送った。
1909年当時相原は青山に居住していたが、近所にル・プリウールが住んでいた。プリウールは仏海軍兵学校を首席で卒業し、日本への関心からその赴任を望んだ人物であり、また航空に関心がありグライダーの製作を行っていた。相原とプリウールは相識の仲となり、グライダーの製作に取り掛かる。同年8月20日と推定される日に、二人は青山学院の校庭でグライダーの飛行実験を行ったが失敗した。8月28日には臨時軍用気球研究会が発足し、相原は小浜とともに委員を命じられた。この委員会は会長に長岡外史が就任し、委員には田中舘愛橘や日野熊蔵がおり、のちに徳川好敏や金子養三も加わっている。相原は海大選科入学の頃から田中舘の研究室を訪れるようになっており、プリウールを田中舘に紹介する。こうして三人の協力による最終目標を発動機付飛行機開発とするグライダー製作が始まった。プリウールが設計した機体の模型を基に田中舘が理論的修正を加え風洞実験が繰り返される。11月には実機製作が始まり、相原は海軍関係の工場で必要な金具の製作などに協力した。
飛行実験

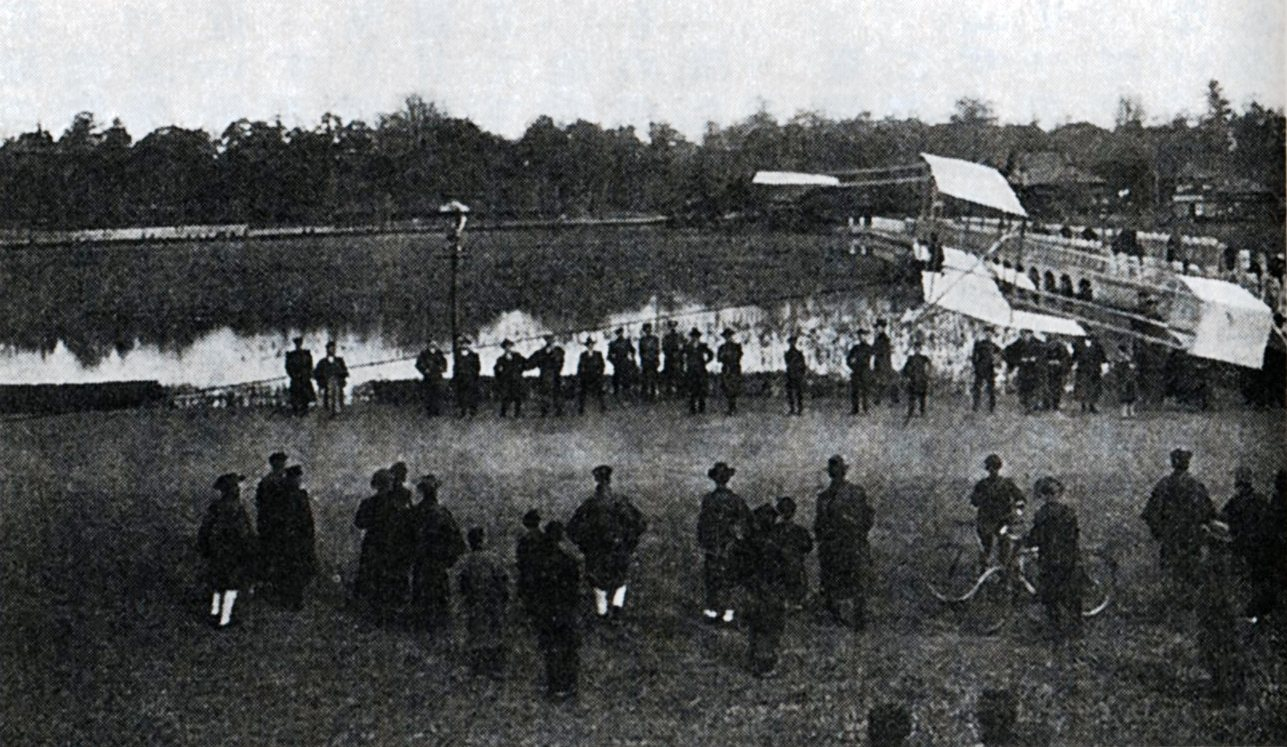
離陸したプリウール搭乗機（不忍池）

12月5日、一高の校庭で複葉グライダーの飛行実験が行われる。相原、田中舘、そしてプリウールはまず無人の状態で人力によって試み、機は浮揚に成功した。次いでプリウールや相原が搭乗したが浮揚しなかった。そこで見学に来ていた子供を搭乗させたところ成功した。次いで日比翁助の好意で用立てられた自動車が牽引し、大人が搭乗した状態で試みたが浮揚しなかった。原因は自動車の馬力、校庭の狭さ、発動機付飛行機を目的にしたことによる昇降舵、方向舵、補助翼の重量増などであった。なお子供の搭乗についてはその場で父親に了解を取っている。
12月9日、場所を上野不忍池に移した実験が行われる。昇降舵の位置を前方に移す改良が施され、機体は全長7.4m、材料は布と竹である。長岡外史らが見守る中、まずプリウールが搭乗し実験が開始される。最初は失敗したものの二回目は100mを飛行する。プリウールが次の飛行に成功したのち相原が搭乗した。機は20m上昇したが曳航綱の一本が切れ墜落し、周囲は混乱状態になった。しかし墜落地点は池であり相原は無事であった。プリウールは同月26日にも相原、田中舘立会いの下で実験を行ない飛行に成功している。
ドイツへ派遣

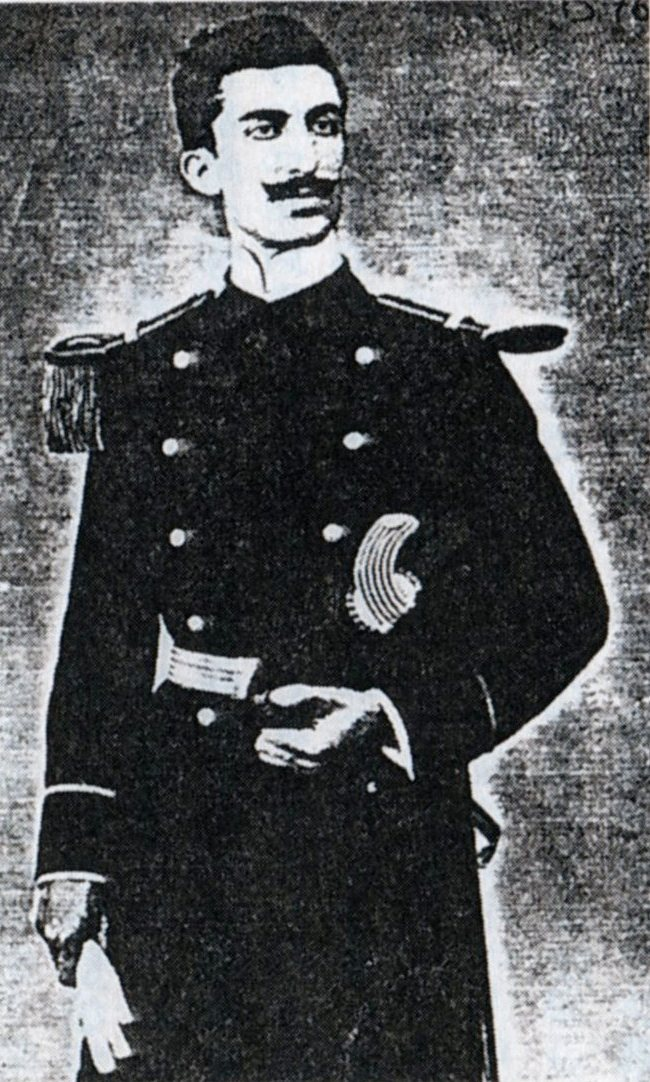
中尉時代のプリウール

1910年（明治43年）1月、臨時軍用気球研究会は飛行機購入と将校の海外派遣を決定し、海軍は派遣将校に相原を選ぶ。相原の欧米出張は二年の間に語学研究や｢専ラ空中飛行術ノ調査視察ニ従事｣を目的としていたのである。相原は3月19日に出発し独国へ向かう。甲冑を土産に渡独した相原は国立高層気象台の初代所長で、成層圏の発見者リヒャルト・アスマン邸に寄宿した。相原は独語の習得や、気象学の研究、飛行船に同乗し操縦方法の研究を行った。プリウールとはその帰国の途次、ベルリンで再会し旧交を温めている。1911年（明治44年）1月4日、同乗していた飛行船が墜落し、相原はその際の衝撃によって急性腹膜炎となり、8日に死去した。相原の死は航空事故に起因しているが、日本航空史一般においては航空事故犠牲者として認められていない。叙位進級措置もとられておらず、相原の死因は後進への影響を恐れた海軍省の意向で秘匿されたとする見解もある。
相原の死を受けて仏国へ派遣され、のちに海鷲育ての親と呼ばれることとなる金子養三は、相原について「我国航空界のパイオニヤーであった」と語った。
その後
相原の死の翌年、日本海軍は海軍機国内初飛行を成功させ、1914年（大正3年）には青島攻略戦に航空部隊を投入した。プリウールは講道館に入門した二人目の仏人であり、『柔道教範』を仏訳して刊行し、また創意工夫の才を発揮し、今日のアクアラング（酸素ボンベを使用した潜水具）の原型など34件の発明を行なった。

## 関連年譜
| 西暦 | 和暦 | 日付  | 履歴             | 出来事                                                                  |
| ---- | ---- | ----- | ---------------- | ----------------------------------------------------------------------- |
| 1879 | M12  | 10/2  | 生誕             |                                                                         |
| 1891 | M24  |       |                  | 二宮忠八ゴム動力飛行機実験に成功                                        |
| 1898 | M31  | 12/17 | 海軍兵学校入校   |                                                                         |
| 1901 | M34  | 12/14 | 海軍少尉候補生   |                                                                         |
| 1903 | M36  | 1/23  | 海軍少尉         | ライト兄弟初飛行                                                        |
| 1904 | M37  | 7/13  | 海軍中尉         | 2/6 日露戦争開戦                                                        |
| 1905 | M38  |       |                  | 5/27.28 日本海海戦                                                      |
| 1906 | M39  | 9/28  | 海軍大尉         | 弩級戦艦ドレッドノート進水                                              |
| 1907 | M40  | 3/25  | 岡本雪江と結婚   |                                                                         |
| 1908 | M41  | 12/   | 第一艦隊司令部附 | 8/26ル・プリウール来日                                                  |
| 1909 | M42  | 5/25  | 海大選科学生     | 6/28英国人ハミルトンが日本で最初の飛行船飛行 8/28臨時軍用気球研究会発足 |
|      |      | 12/5  | 第一回飛行実験   |                                                                         |
|      |      | 12/9  | 第二回飛行実験   |                                                                         |
|      |      |       |                  | 12/26ル・プリウールが200mの飛行に成功                                   |
| 1910 | M43  | 3/19  | 独国へ出発       | 超弩級戦艦オライオン進水                                                |
|      |      |       |                  | 4/11徳川好敏、日野熊蔵渡欧                                              |
|      |      |       |                  | 4/15佐久間勉殉職                                                        |
|      |      |       |                  | 6/21ル・プリウール帰国、ベルリンで相原と再会                            |
|      |      |       |                  | 12/19徳川、日野が日本初の動力飛行に成功                                 |
| 1911 | M44  | 1/4   | 飛行船墜落負傷   |                                                                         |
|      |      | 1/8   | 死去             |                                                                         |
| 1912 | T1   |       |                  | 11/2 河野三吉、11/6 金子養三の海軍機初飛行                              |
| 1914 | T3   |       |                  | 9/5 金子、和田秀穂、武部鷹雄、藤瀬勝、大崎教信による海軍機発出撃        |

## 栄典
位階
- 1903年（明治36年）4月10日 - 正八位[21]
- 1904年（明治37年）8月30日 - 従七位[22]
- 1906年（明治39年）11月30日 - 正七位[23]

勲章等
- 1906年（明治39年）4月1日 - 功五級金鵄勲章・勲五等双光旭日章・明治三十七八年従軍記章[24]